# 角鲨烷
角鲨烷（Squalane）是由鲨烯（Squalene）氫化後所得的碳氫化合物，是一种三十烷。角鲨烷是完全飽和的碳氫化合物，不含雙鍵，和鲨烯不同，角鲨烷不會自然氧化。因為角鲨烷比較穩定，而且價格較鲨烯便宜，因此常用在化妝品中，有潤膚及保濕的作用。。利用鲨烯氫化來製備角鲨烷的技術最早是在1916年所提出。

## 來源及生產方式
角鲨烷是由鲨烯氫化而成，以往鲨烯會由鲨魚的肝提煉，約三千隻鲨魚才能生產一噸的角鲨烷。全世界每年用在化妝品上的角鲨烷約需要2000噸（2016年資料），也就表示要殺害上百萬隻鲨魚才能滿足全球的需求。考量環境的問題，目前也發展了利用橄欖油或是甘蔗等非動物資源來生產鲨烯的方式，而且已經商品化。其他可商品化供應的植物來源有向日葵及米，不過後者產生的純度只有75%。配合生物科技的制程，可以用基因改造過的釀酒酵母將甘蔗發酵，產生金合歡烯，之後金合歡烯會二聚反應形成鲨烯，再氫化成角鲨烷。

## 用在化妝品中
1950年代時，法國公司Laserson & Sabetay開始將角鲨烷用作滋潤霜。其中將角鲨烷稱為是「天然保濕劑」，而在皮脂分泌物（皮脂）只有少量的角鲨烷，而自然界主要存在的是鲨烯，不是角鲨烷。角鲨烷的急毒性很低，而以化妝品中使用的濃度而言，不會刺激皮膚。